# Pourquoi Haïti peut réussir ?
Pourquoi Haïti peut réussir ? est un essai d'économie politique écrit par Enomy Germain, paru en 2019 chez C3 éditions. Préfacé par le ministre des Affaires étrangères Claude Joseph, cet ouvrage se veut « une réponse à toute conception faisant croire que le pays est condamné à patauger dans l'échec ».
La parution du livre a valu à l'auteur de figurer parmi les dix jeunes Haïtiens ayant marqué l'année 2019 selon le magazine Ticket.

## Contexte économique et politique d'Haïti
Pourquoi Haiti peut réussir ? paraît à Port-au-Prince en août 2019 à un moment où la vie économique et politique du pays est en grand bouleversement. En effet, les 5 et 6 juillet 2018, Port-au-Prince a connu des protestations violentes contre la décision de l'administration Moïse-Lafontant d’augmenter le prix des carburants. Par la suite le mouvement PetroChallenge est lancé. Plusieurs opérations PeyiLock s'ensuivront. 
Le produit intérieur brut du pays accuse un taux de croissance négatif. Déjà en avril 2019, l'inflation était à 17,7 %. À cause de graves troubles politiques pour réclamer le départ de Jovenel Moïse du pouvoir, les investissements du Trésor public ont chuté de 61,1%. Le pays vit une crise de change qui s'accélère, une crise alimentaire qui ne s'estompe pas et une crise sécuritaire qui se densifie.

## Thèse de l'œuvre
Dans cet ouvrage, Enomy rejette la thèse selon laquelle Haïti aurait choisi de devenir un pays pauvre et serait condamné à l'échec. De surcroît, il soutient que le pays n'est pas le seul responsable de ses malheurs, appelant à reconnaître à la communauté internationale sa part de responsabilité. L'auteur assure qu'« Haïti peut emprunter la voie vertueuse du progrès et de la réussite socio-économique ». Il défend donc l'idée selon laquelle Haïti a tout pour réussir. 

## Structure
L'ouvrage est divisé en trois parties dont la première, intitulée « l'échec », regroupe trois chapitres. Le premier chapitre, en vue d'illustrer l'échec de la nation haïtienne, est un survol historique sur les moments économiques les plus marquants de ce pays en s’arrêtant à la période de 1986. Le deuxième chapitre expose des indicateurs sociaux, politiques et économiques qui permettent de rendre compte de l'échec d’Haïti tout en considérant la période contemporaine. Le troisième chapitre analyse deux opportunités économiques majeures ratées par Haïti au cours de la décennie 2000-2010.
La deuxième partie, présentée autour du titre « Institutions comme causes de l'échec : comment aborder le problème ? », s'articule autour de trois chapitres dont le premier renseigne sur les facteurs de réussite sociale et économique des pays. Le deuxième chapitre conceptualise ce que l'auteur appelle « institutions formelles extractives » en Haïti et étudie leurs incidences sur les efforts de réussite sociale et économique de ce pays. Le chapitre qui s'ensuit aborde le problème institutionnel dont, argue l'auteur, la première réponse est la réforme de l'institution de l'État.
Dans la troisième partie, à travers trois chapitres, Enomy pose et analyse des moyens et des potentialités pouvant conduire Haïti à la réussite. Il met surtout l'accent sur l'argent que perd la République chaque année et qui serait capable d'amorcer son processus de réussite. Il enlève le voile sur les atouts économiques et les potentialités touristiques dont dispose la nation sans omettre d'étudier la question du capital humain de ce pays.